# Mina los Novilleros
Mina los Novilleros este o arie protejată (arie specială de conservare — SAC, sit de importanță comunitară — SCI) din Spania întinsă pe o suprafață de 3,12 ha, integral pe uscat.

## Localizare
Centrul sitului Mina los Novilleros este situat la coordonatele 38°34′48″N 7°14′20″W / 38.58°N 7.238889°V.

## Înființare
Situl Mina los Novilleros a fost declarat sit de importanță comunitară în februarie 2004 pentru a proteja 4 specii de animale. Situl a fost protejat și ca arie specială de conservare în mai 2015.

## Biodiversitate
Situată în ecoregiunea mediteraneană, aria protejată conține 2 habitate naturale: Păduri de Quercus ilex și Quercus rotundifolia, Peșteri inaccesibile publicului.
La baza desemnării sitului se află mai multe specii protejate de  mamifere (4): liliac cu aripi lungi (Miniopterus schreibersii), liliac cu urechi de șoarece (Myotis blythii), liliac comun (Myotis myotis), liliacul cu potcoavă a lui méhely (Rhinolophus mehelyi).